# District de Baney
Le district de Baney (en espagnol : distrito de Baney) est un district de Guinée équatoriale, constitué par la partie orientale de la province de Bioko-Norte, sur l'île de Bioko. Il a pour chef-lieu la ville de Santiago de Baney. Le recensement de 1994 y a dénombré 10 698 habitants.
Le district contient la ville de Sipopo.